# Pickfair Manor
Pickfair Manor fue una propiedad de 18 acres en la ciudad de Beverly Hills, California, diseñada por el arquitecto Wallace Neff para los actores de Cine mudo, entonces matrimonio, Douglas Fairbanks y Mary Pickford. Llamada "Pickfair" por la prensa, la revista Life describió Pickfair como «un lugar solo un poco menos importante que la Casa Blanca... y mucho más divertido».

## Historia
Localizada en el 1143 de Summit Drive, en San Ysidro Canyon de Beverly Hills, la propiedad era una pabellón de caza cuando fue adquirida por Fairbanks en 1919 para su novia, Mary Pickford. Luego los recién casados renovaron ampliamente el albergue que se convirtió en una mansión de cuatro pisos y 25 habitaciones completa con establos, cuartos del servicio, pistas de tenis, un ala grande de invitados y garajes. Fue remodelada por Wallace Neff en estilo Neo-tudor. Los frescos en el techo, el parqué de madera, las salas y pasillos con paneles de caoba y pino blanqueado, pan de oro y nichos decorativos con espejos añadieron encanto a una propiedad, que fue la primera en el área de Los Ángeles en incluir una piscina excavada en tierra, en la que Pickford y Fairbanks eran fotografiados remando en canoa.
Pickfair presentaba una colección de muebles de época, artes decorativas y antigüedades inglesas y francesas de principios del siglo XVIII. Piezas notables en la colección incluian muebles del Palacio Barberini y de la baronesa Burdett-Coutts de Londres. El punto destacado de cualquier visita a Pickfair era una gran colección de arte chino recogido por Fairbanks y Pickford en sus muchas visitas a Oriente. Las obras de arte eran muchas y diversas e incluían pinturas de Philip Mercier, Guillaume Seignac, George Romney y Paul DeLongpre. La mansión también presentaba un saloon al estilo del Viejo Oeste con una de barra de caoba bruñida obtenida de un saloon en Auburn, California así como pinturas de Frederic Remington. El interior de Pickfair fue decorado y actualizado a lo largo de los años por Marilyn Johnson Tucker, Elsie De Wolfe, Marjorie Requa, Tony Duquette y Kathryn Crawford.
Durante los años 1920 la casa fue el centro de las actividades sociales de Hollywood. Una invitación a Pickfair era una señal de aceptación social en la cerrada y elitista comunidad de Hollywood. En 1928, Will Rogers dijo: "Mi deber más importante como alcalde de Beverly Hills es dirigir a la gente a la casa de Mary Pinckford". Las cenas en Pickfair eran legendarias; entre sus huéspedes se contaron Charles Chaplin (que era vecino), el Duque y la Duquesa de Windsor, Greta Garbo, George Bernard Shaw, Albert Einstein, Elinor Glyn, Helen Keller, H. G. Wells, Señor Louis Mountbatten, Fritz Kreisler, Tony Duquette, Amelia Earhart, F. Scott Fitzgerald, Joan Crawford, Noël Coward, Franklin D. Roosevelt y Eleanor Roosevelt, Pearl S. Buck, Charles Lindbergh, Max Reinhardt, Arthur Conan Doyle, Thomas Edison, Lillian Gish, Gloria Swanson, el Duque y la Duquesa de Alba, el Rey y Reina de Siam, Austen Chamberlain, Vladimir Nemirovich-Danchenko, el profesor espiritual Meher Baba, y Sir Harry Lauder.
Fairbanks y Pickford se divorciaron en enero de 1936 y Pickford residió en la mansión con su tercer marido, el actor y músico Charles "Buddy" Rogers, hasta su muerte en 1979. Pickford recibió pocas visitas en sus últimos años, pero continuó usándola para actos benéficos incluyendo una fiesta de Navidad anual para veteranos de guerra ciegos.
En 1976, Pickford recibió un segundo Premio de la Academia a toda una vida. El Oscar Honorífico se le entregó en el salón de Pickfair, y televisado en los 48.os Premios de la Academia. Presentado y narrado por Gene Kelly, proporcionó al público un vistazo muy inusual del interior de la legendaria mansión.

## Venta y destrucción

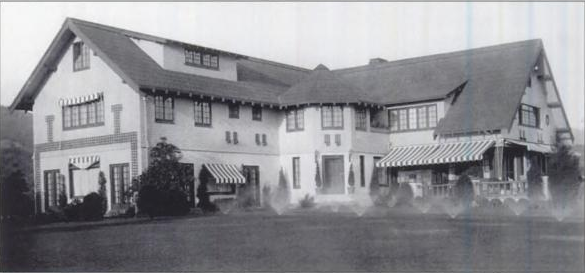
Fachada de Pickfair.

Vacía durante unos años después de que Pickford muriese en 1979, Pickfair fue finalmente vendida al dueño de Los Angeles Lakers, Dr. Jerry Buss, quién continuó cuidando y preocupándose de preservar su encanto. Pero en 1988, fue adquirida por la actriz Pia Zadora y su marido Meshulam Riklis. Anunciaron que planeaban renovar la mansión, pero en 1990 revelaron que habían derribado Pickfair y que un palacio de estilo veneciano estaba siendo construido en su lugar.
Desoyendo las duras críticas del público, incluyendo a Douglas Fairbanks, Jr., Zadora defendió las acciones de su familia, declarando que la casa estaba presuntamente en mal estado e infestada por termitas. En Los Angeles Times Fairbanks Jr. fue citado diciendo: "Lo lamento mucho. Me pregunto, si la iban a demoler, para que la compraron primero?". 
En 2012, Pia Zadora declaró en el programa del canal BIO Historias de fantasmas de famosos que la razón real del derribo no fueron las termitas sino porque la mansión estaba embrujada por el fantasma de una mujer que presuntamente murió allí. En la entrevista Zadora dijo, "hace años mi marido y yo derribamos uno de los iconos de Hollywood debido a las termitas ... Pero aquello no fue la razón real. Cuando nos mudamos a la casa todo era bonito, todo era perfecto, un sueño ... Pero cosas extrañas empezaron a pasar... Así que mi marido y yo, decidimos destruirla". Defendiendo sus acciones, explicó "Si hubiese tenido otra opción, nunca habría derribado esta vieja casa. Me encantó esta casa, tenía una historia, puedes luchar contra las termitas, pero no contra lo sobrenatural".
Los únicos restos originales de Pickfair que subsisten son las puertas de entrada a la propiedad, la piscina y la casa de la piscina, así como el ala de los huéspedes, que fue una vez utilizada en la luna de miel de Lord Louis y Lady Mountbatten.

## En la cultura popular
Debbie Harry e Iggy Pop hacen mofa de los motivos de Pia Zadora para demoler Pickfair Manor en su canción "Well, Did You Evah!". 
En Los Simpson la mansión de Krusty el payaso se llama "Schtickfair" en un homenaje.